# Mart Nooij

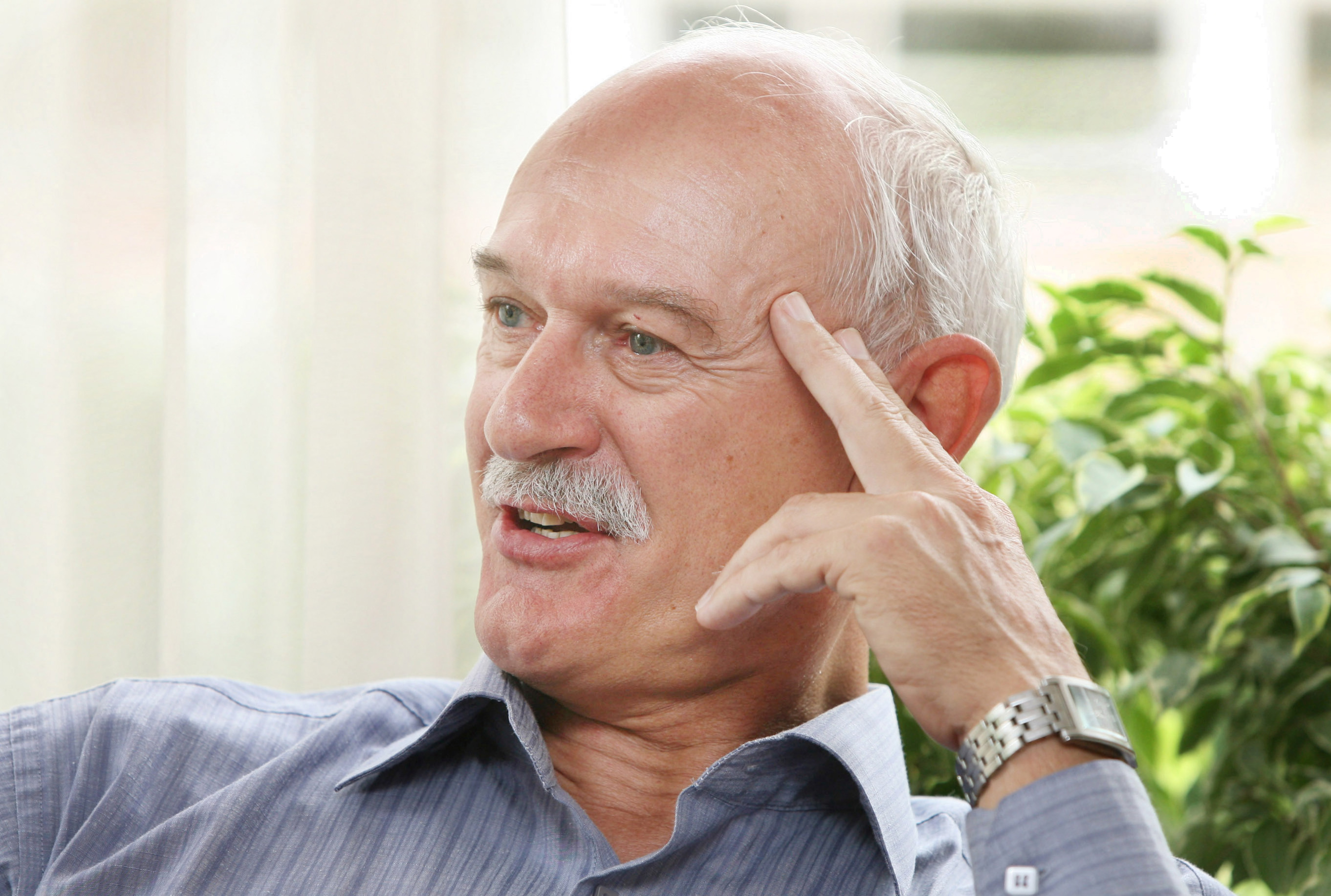
Mart Nooij in Heemskerk, 2008

Martinus Ignatius (Mart) Nooij (Beverwijk, 3 juli 1954) is een Nederlandse voetbalcoach.
Nooij was lange tijd werkzaam als gymleraar onder andere op de LTS in Edam en in Volendam. Hij trainde ook verschillende teams in het amateurvoetbal waaronder EVC, Z.A.P. en VV Zeevogels.
Nooij ging bij de KNVB aan de slag als instructeur en werkte in die functie onder andere in de Verenigde Staten en Kazachstan. Hij werd zo ook bondscoach van het voetbalelftal van Burkina Faso onder 20 waarmee hij deelnam aan het Wereldkampioenschap voetbal onder 20 - 2003. In 2004 was hij korte tijd assistent-coach van FC Volendam onder interim-coach Johan Steur. In 2007 gaf hij via de KNVB trainingen in Mozambique en ging datzelfde jaar aan de slag als bondscoach. Met Mozambique nam hij deel aan de African Cup of Nations 2010. Hij vertrok op 12 oktober 2011 en werd opgevolgd door de Duitser Gert Engels.
In april 2012 werd Nooij aangesteld als interim-trainer bij Santos FC uit Zuid-Afrika. In november 2013 ging hij aan de slag bij Saint-George SA uit Ethiopië en van april 2014 tot juni 2015 was hij bondscoach van Tanzania. In november van dat jaar keerde hij terug bij Saint-George SA en werd in 2016 landskampioen met de club. Medio 2017 vertrok hij bij de club.